# Mariembourg

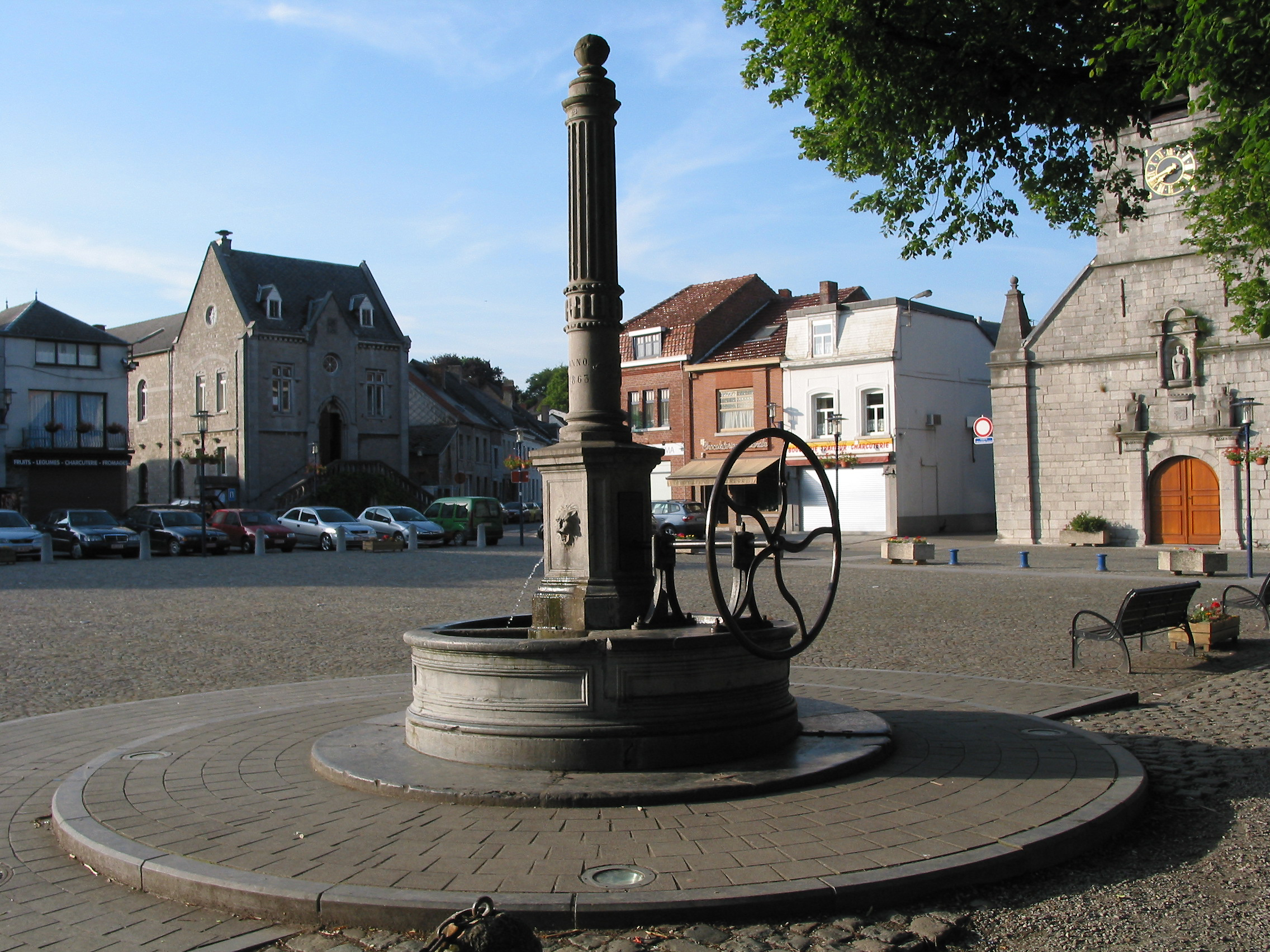
Place Marie de Hongrie con municipio e chiesa (a destra).

Mariembourg (in vallone: Mariyambour; in tedesco storico: Marienburg) è una frazione del comune belga di Couvin, nella provincia vallona di Namur. Durante la prima annessione al Regno di Francia, dal 1554 al 1559, la città venne ribattezzata Henribourg in onore di Enrico II di Francia.

## Storia
La città è un'antica roccaforte creata nel 1546 da Maria d'Ungheria, sorella di Carlo V e governante dei Paesi Bassi, di fronte alla fortezza di Maubert-Fontaine, situata in territorio francese. Venne progettata dagli architetti Donato Boni di Pellizuoli e Jacques Du Brœucq in un luogo chiamato "Pont à Fresne", vicino alla confluenza dei corsi d'acqua Eau Blanche e Brouffe, su un piano tetragonale di circa 300 metri per 270, compresi quattro bastioni e circondati da un fossato pieno d'acqua.

Pianta di Mariembourg, 1742

Sebbene ritenuto inespugnabile, Mariembourg fu presa nel 1554 da Enrico II di Francia dopo un assedio di soli quattro giorni, in quanto il comandante Philibert de Martigny non ricevette in tempo i rinforzi richiesti. Sotto il dominio francese, la città viene ribattezzata Henribourg in onore di re Enrico II. Dopo questa sconfitta che minava la sua linea di difesa, Carlo V decise nel 1555 di costruire una nuova roccaforte, Philippeville (chiamata così in onore di suo figlio Filippo), e Fort Charlemont a Givet.
Nel 1559 la città fu restituita ai Paesi Bassi spagnoli in base alla pace di Cateau-Cambrésis.
La città fu ricostruita dopo un incendio nel 1655. Nel 1659, il trattato dei Pirenei assegnò Mariembourg di nuovo alla Francia. Dopo una visita di Luigi XIV, Vauban modificò le sue fortificazioni. 
Mariembourg rimase francese anche dopo il primo trattato di Parigi (1814), il quale, imponendo alla Francia ingenti perdite territoriali, aveva riportato i confini al 1º gennaio 1792. Durante il periodo dei cento giorni, la città resistette a 7.000 soldati prussiani durante un assedio di 36 giorni, dal 24 giugno al 30 luglio 1815, prima di essere infine annessa al Regno Unito dei Paesi Bassi col secondo trattato di Parigi .
Nell'agosto del 1914, le truppe tedesche che invadevano il Belgio uccisero 4 civili e incendiarono 95 case quando presero la città.
Nel 1937, la città innalzò un monumento a un cittadino del posto, Léopold Roger, che nel 1925 fece la prima rotta tra Congo e Belgio come pilota.
In occasione della liberazione dai nazisti - 3 settembre 1944 – i bombardamenti alleati distrussero la città.
Nel 1961, in seguito a grandi inondazioni, la città ricevette la visita di re Baldovino  e della regina Fabiola.
Il 1º gennaio 1977, con una fusione di comuni, Mariembourg fu incorporata al comune di Couvin.